# Lars Myrberg
Pour les articles homonymes, voir Myrberg.
Lars Myrberg est un boxeur suédois né le 23 novembre 1964 à Stockholm.

## Carrière
Sa carrière amateur est principalement marquée par une médaille de bronze remportée aux Jeux olympiques de Séoul en 1988 en poids super-légers.

### Jeux olympiques
- Médaille de bronze en -63,5 kg aux Jeux de 1988 à Séoul